# André Bonin
André Bonin (Granville, 9 de marzo de 1909-París, 7 de septiembre de 1998) fue un deportista francés que compitió en esgrima, especialista en la modalidad de florete.
Participó en los Juegos Olímpicos de Londres 1948, obteniendo una medalla de oro en la prueba por equipos. Ganó una medalla de oro en el Campeonato Mundial de Esgrima de 1947.

## Palmarés internacional
| Juegos Olímpicos   | Juegos Olímpicos      | Juegos Olímpicos | Juegos Olímpicos    |
| Año                | Lugar                 | Medalla          | Prueba              |
| ------------------ | --------------------- | ---------------- | ------------------- |
| 1948               | Londres (Reino Unido) | Medalla de oro   | Florete por equipos |
| Campeonato Mundial |                       |                  |                     |
| Año                | Lugar                 | Medalla          | Prueba              |
| 1947               | Lisboa (Portugal)     | Medalla de oro   | Florete por equipos |